# Compact C
Pentru alte sensuri, vedeți Compact (dezambiguizare).
Formația Compact C a luat ființă la Cluj, în 1988, în urma scindării vechiului grup Compact în alte două formații, una ființând la București, numită Compact B și alta la Cluj, numită Compact C.

## Remarci generale
Confuzia ascultătorilor a fost generată de faptul că cei din București au folosit în continuare numele simplu de Compact, deși nu erau mai îndreptățiți s-o facă decât cei din Cluj. Alte probleme ridicate aici sunt drepturile intelectuale ale numelui, ale numele de marcă, precum și multiple consecințe ale dreptului de autor.
Liderul vechii formații Compact, Constantin Cămărășan, a devenit astfel liderul formației Compact C. Grupul s-a destrămat în 1998.

## Discografie
- 1992 - Vin vremuri noi?
- 1994 - Transilvania
- 1999 - De la Compact la un alt început

## Vezi și
- Compact (formație)
- Compact B